# Epichorista
Epichorista es un género de polillas de la familia Tortricidae.

## Especies
- Epichorista abdita Philpott, 1924
- Epichorista aethocoma Meyrick, 1923
- Epichorista allogama (Meyrick, 1914)
- Epichorista armigera Diakonoff, 1956
- Epichorista benevola Meyrick, 1920
- Epichorista crypsidora (Meyrick, 1909)
- Epichorista elephantina (Meyrick, 1885)
- Epichorista emphanes (Meyrick, 1902)
- Epichorista eribola (Meyrick, 1889)
- Epichorista fraudulenta (Philpott, 1928)
- Epichorista hemionana (Meyrick, 1883)
- Epichorista lindsayi Philpott, 1928
- Epichorista mesosceptra Meyrick, 1920
- Epichorista mimica Philpott, 1930
- Epichorista passaleuta Meyrick, 1920
- Epichorista perversa Meyrick, 1912
- Epichorista phaeocoma Meyrick, 1914
- Epichorista prodigiosa Meyrick, 1920
- Epichorista psoropis Meyrick, 1920
- Epichorista samata Diakonoff, 1941
- Epichorista sicca Meyrick, 1912
- Epichorista siriana (Meyrick, 1881)
- Epichorista tenebrosa Philpott, 1917
- Epichorista zatrophana (Meyrick, 1883)